# Dioctria rufithorax
Dioctria rufithorax är en tvåvingeart som beskrevs av Friedrich Hermann Loew 1853. Dioctria rufithorax ingår i släktet Dioctria och familjen rovflugor. Inga underarter finns listade i Catalogue of Life.